# Saïd Boualam
Pour les articles homonymes, voir Boualem (homonymie).
Saïd Boualam, dit le bachaga Boualam, né le 2 octobre 1906 à Souk Ahras (Algérie française) et mort le 8 février 1982 à Mas-Thibert (Arles), est un militaire et homme politique français.
Son surnom de « bachaga » signifie « haut dignitaire », ou « caïd des services civils », c'est-à-dire chef de tribu arabe ou berbère, en l’occurrence chef de la tribu des Béni-Boudouane, située en Ouarsenis (entre Alger et Oran).
Il fut responsable de la harka de la région de l'Ouarsenis pendant la guerre d'Algérie.
De 1958 à 1962, le bachaga Boualam est élu quatre fois vice-président de l'Assemblée nationale,, devenant le symbole des musulmans favorables à la France.

## Biographie

### Carrière militaire
Saïd Boualam est né le 2 octobre 1906 à Souk Ahras, dans le département de Bône. Il appartient à une ancienne famille de notables de la tribu arabo-berbère des Beni Boudouane. Enfant de troupe à Saint-Hippolyte-du-Fort et à Montreuil de 1919 à 1924, il devient officier dans l'armée française, au 1er régiment de tirailleurs algériens.
Au cours de la Seconde Guerre mondiale, il atteint le grade de capitaine. Il est promu commandeur de la Légion d'honneur à titre militaire et reçoit la croix de guerre, la croix du combattant et la croix de la valeur militaire.
Bachaga de l'Ouarsenis, il devient responsable de la harka de la région en juillet 1956. À partir de février/mars 1962 sous la responsabilité de l’ex-colonel Jean Gardes, membre dirigeant de l'OAS, il forme un maquis dans l’Ouarsenis, « mais les maigres troupes activistes sont vite anéanties par les soldats français ».  Durant les combats contre le FLN, il perd dix-sept membres de sa famille, dont un de ses fils, Abdelkader.

### Carrière politique
En 1945, il devient « caïd » du douar des Beni Boudouane, il est nommé « agha » en 1955 et « bachaga » en 1956. En mai 1958, Saïd Boualam se rallie au général de Gaulle. Il est élu député de la 5e circonscription d'Algérie le 30 novembre 1958, celle d'Orléansville (actuelle  Chlef), sur la liste de l'Union nationale pour l’intégration et le renouveau (UNIR). Il est élu vice-président de l'Assemblée nationale. Il siège au sein du groupe des élus de la « Formation administrative des élus d’Algérie et du Sahara » (EAS), puis du « Regroupement national pour l’unité de la République » à partir de 1960.
En 1959, il est élu maire de la commune de Beni Boudouane et conseiller général du département d’Orléansville. Il est l'objet d'une tentative d'assassinat le 26 septembre 1959, à Orléansville.
Le 16 juin 1960, il préside à la création du Front Algérie française (FAF), qui regroupe très vite 500 000 adhérents dont 200 000 musulmans pour finir à 1 million avant sa dissolution par les autorités en décembre.
Il s'éloigne peu à peu du gaullisme et ne prend pas part au vote sur la déclaration de politique générale de Michel Debré le 15 octobre 1959. Le 4 février 1960, il vote contre le projet attribuant des pouvoirs spéciaux au gouvernement et s'oppose à la modification de la Constitution le 11 mai 1960. Il est démis de son mandat à l'indépendance algérienne, le 3 juillet 1962.
Rapatrié d'Algérie le 18 mai 1962, avec 67 membres proches de sa famille, il se retire en Camargue, à Mas-Thibert, à 18 km d'Arles, où l'État français lui a attribué le domaine agricole du « Mas Fondu ».
Il préside alors le Front national des rapatriés français de confession islamique (FNRFCI). À ce titre, il est nommé à la Commission nationale chargée de l’étude des problèmes des Français musulmans en 1979. Il meurt le 8 février 1982.
En 2010, une stèle est inaugurée à la cité du Mazet à Mas-Thibert (Arles), en l'honneur du Bachaga. En 2013, une deuxième stèle est érigée au Sanctuaire Notre-Dame-de-Santa-Cruz à Nîmes.
Un de ses fils, Ali, a épousé Emmanuelle Perez, la deuxième fille de Jean-Claude Perez, un des chefs principaux de l'OAS.
Sa petite-fille, Sarah Boualem, a épousé Julien Aubert, un homme politique français (parti LR).

## Décorations
- Grand officier de la Légion d'honneur (1977)[17]. Commandeur de la Légion d'honneur à titre militaire
- Croix de guerre 1939-1945 (deux citations)
- Croix de la Valeur militaire
- Commandeur de l'ordre du Mérite agricole (1981)[18].
- Croix du combattantroix du combattant

## Hommages

### Voies portant son nom (par ordre alphabétique des communes)

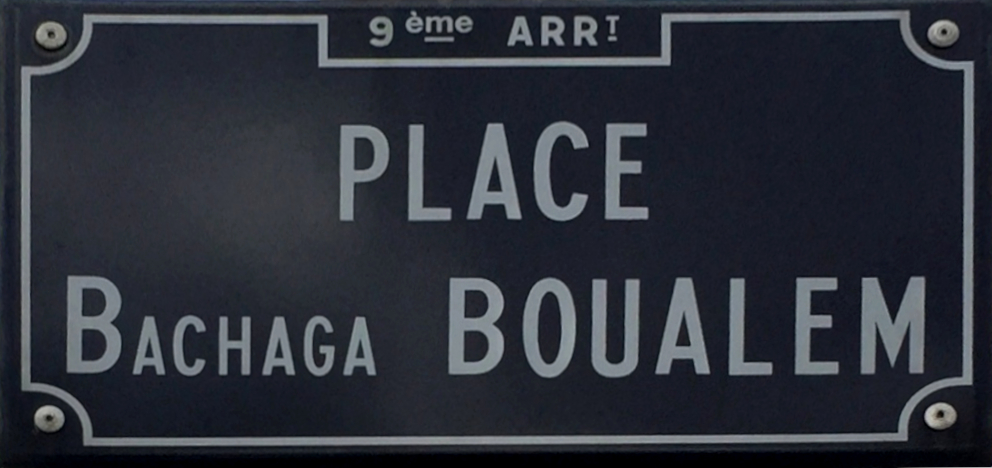
Place Bachaga-Boualem à Lyon.

Plusieurs odonymes rappellent le nom de Saïd Boualam alias Bachaga Boualem, plus rarement Capitaine Boualam, sous différentes transcriptions, principalement dans le sud de la France et en région parisienne :
- Square Bachaga-Boualem, à Aix-en-Provence
- Rue Bachaga-Boualem (localement orthographié Bachagua Boualem), à Alès (voir OpenStreetMap & Google Street) 44° 07′ 24″ N, 4° 05′ 42″ E
- Avenue Bachaga-Said-Boualem, à Arles (avec une plaque)
- Rond-point Bachagha-Boualam, à Béziers
- Rue Capitaine-Boualam, à Caen[19]
- Rond-point Bachagha-Boualam, (avec une plaque commémorative en arabe), à Cagnes-sur-Mer
- Avenue Bachaga-Saïd-Boualam, à Cannes, voie rapide au bas du boulevard Carnot, entre l'avenue de la 1re Division-de-la-France-libre à l'est et l'avenue des Anciens-Combattants-en-Afrique-du-Nord à l'ouest 43° 33′ 13″ N, 7° 00′ 53″ E
- Place du Bachaga-Boualem, à Carpentras
- Rue (du) Bachaga-Boualem à Compiègne (voir OpenStreetMap & Google Street) 49° 24′ 43″ N, 2° 48′ 46″ E
- Place Bachaga-Boualam, à Draguignan
- Square Bachagha-Boualam, à Giens
- Place Bachaga-Boualam, à Issy-les-Moulineaux
- Place Bachaga-Boualem, à Lyon dans le quartier de La Duchère dans le 9e arrondissement
- Allée (du) Bachagha-Boualem, à Manosque (voir OpenStreetMap & Google Street) 43° 49′ 57″ N, 5° 46′ 15″ E
- Rue du Bachaga-Boualam, à Marguerittes (voir OpenStreetMap & Google Street) 43° 51′ 38″ N, 4° 26′ 14″ E
- Rue Bachaga-Boualam, à Marignane
- Rond-point Bachagha-Boualem, à Marseille (chemin de Château-Gombert, 13e arrondissement)
- Avenue Bachaga-Boualem, dans le quartier de Port Marianne à Montpellier (voir OpenStreetMap et Google Street) 43° 35′ 52″ N, 3° 56′ 02″ E
- Boulevard du Bachaga-Boualem, au Muy (voir OpenStreetMap & GoogleStreet) 43° 28′ 25″ N, 6° 34′ 32″ E
- Jardin Bachaga-Saïd-Boualam, à Nice[20]
- Place Bachaga-Boualem, à Nîmes
- Chemin du Bachaga-Boualem (VC 38, également noté Route du Bachaga-Boualem), à Orange (Vaucluse, voir OpenStreetMap & Google Street) 44° 08′ 36″ N, 4° 50′ 27″ E
- Rond-point du Bachaga-Boualem, à Pau (voir OpenStreetMap & Google Street) 43° 18′ 59″ N, 0° 22′ 29″ O
- Avenue Bachaga-Saïd-Boualam, Promenade Bachaga-Saïd-Boualam et Rotonde Bachaga-Saïd-Boualam, à Perpignan (voir OpenStreetMap et Google Street) 42° 40′ 51″ N, 2° 54′ 18″ E
- Rond-point Bachaga-Boualem, à Saint-Martin-de-Crau (Bouches-du-Rhône)
- Esplanade Bachaga-Boualam (Mémorial à l'Armée d'Afrique), à Saint-Raphaël (Var)
- Avenue Bachaga-Boualam (ancienne Route de Miramas), à Salon-de-Provence (voir OpenStreetMap) 43° 37′ 54″ N, 5° 04′ 19″ E
- Rue du Bachaga-Boualam, à Sartrouville
- Rue Bachaga-Boualam, à Sète
- Rond-point Bachaga-Saïd-Boualam, à Toulon (voir OpenStreetMap & Google Street) 43° 07′ 07″ N, 5° 56′ 34″ E
- Impasse Bachaga-Boualam, à Toulouse
- Rue Bachaga-Boualam, à Villepinte (Seine-Saint-Denis)
- Place Bachaga-Boualam, à Vitrolles (Bouches-du-Rhône)

Le maire socialiste de Longjumeau, Philippe Schmidt, a fait débaptiser une rue qui portait son nom en 1990.

## Ouvrages
- Mon pays, la France, éd. France Empire, Paris, 1962
- Les Harkis au service de la France, éd. France Empire, Paris, 1963
- L'Algérie sans la France, éd. France Empire, Paris, 1964

### Filmographie
- En Camargue, avec le Bachaga Boualem... (30/05/1962), site de l'INA
- Le Bachaga Boualem en Provence (20/05/1962), site de l'INA